# Budnikowsky

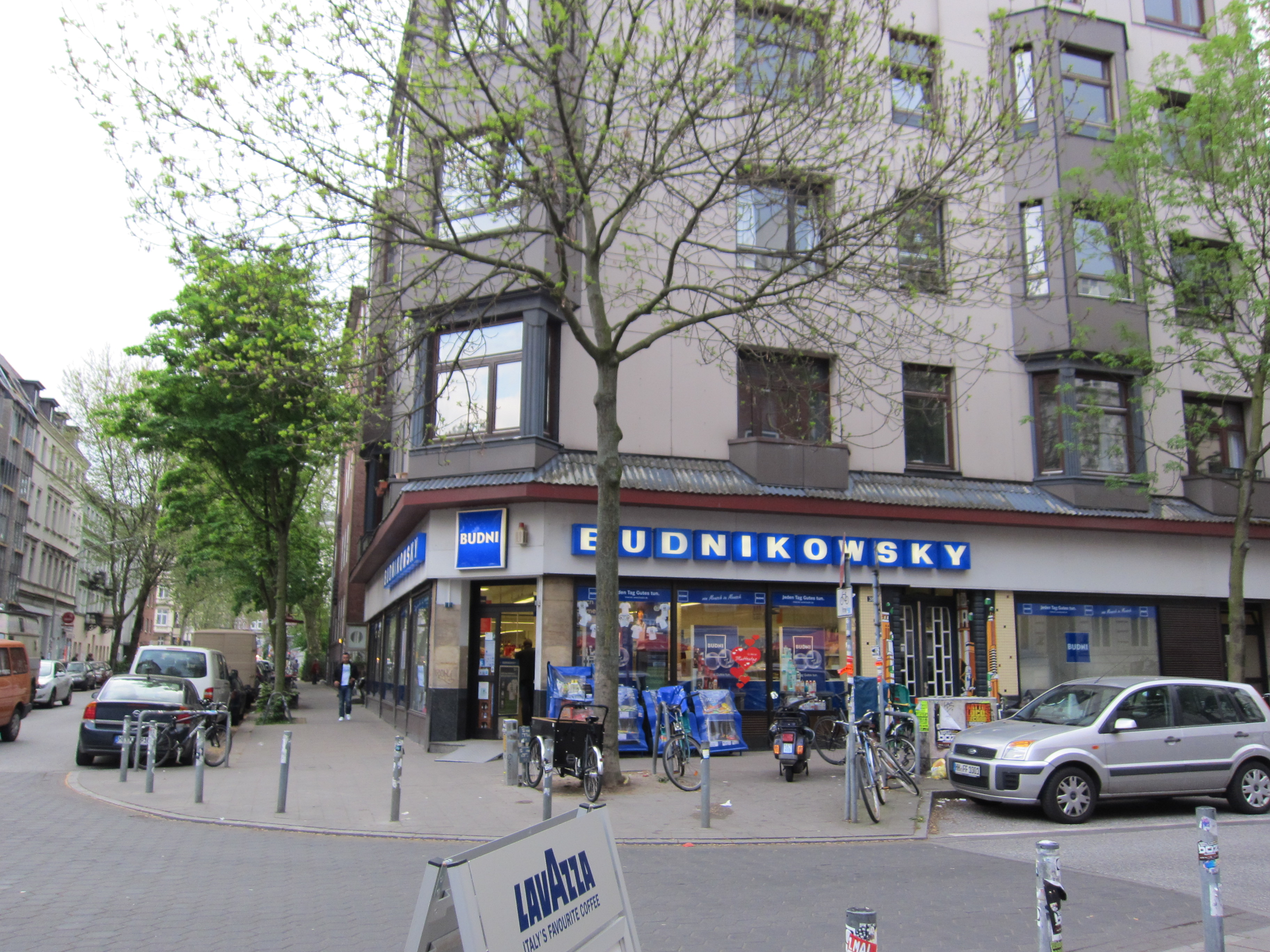
Filiale in Hamburg-St. Pauli

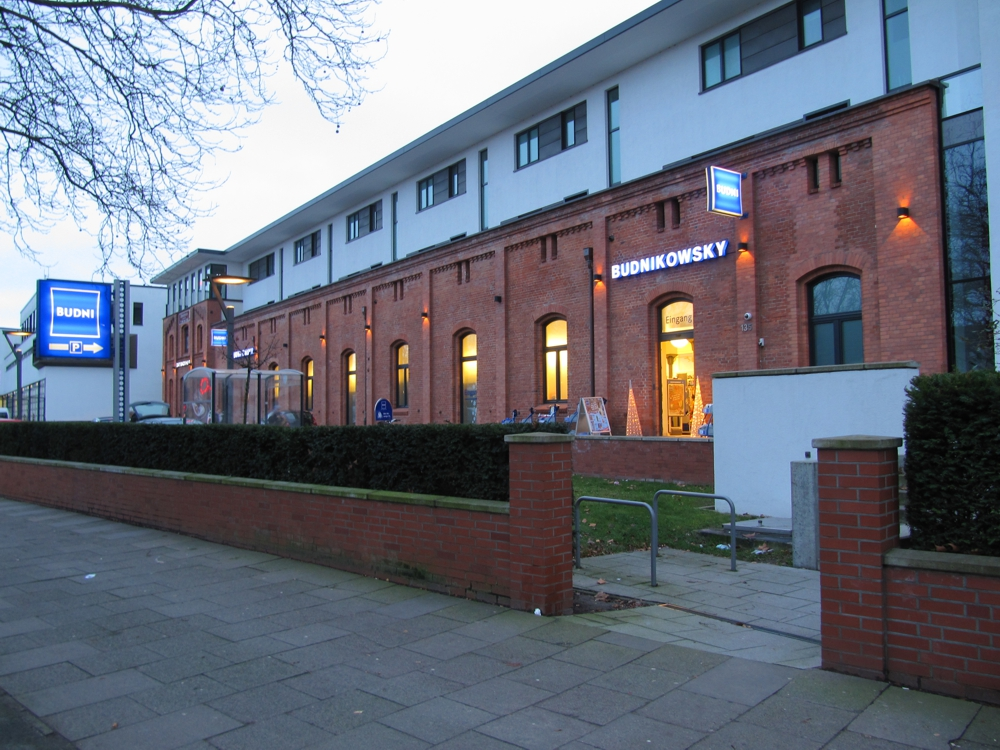
Filiale Rennbahnstraße 135 in Hamburg-Marienthal

Alternatives Logo, genutzt für Pilotfilialen für ein neues Konzept in Hamburg und Berlin

Budnikowsky (kurz Budni) ist eine Drogeriemarktkette mit Sitz in Hamburg, die von der Iwan Budnikowsky GmbH & Co. KG betrieben wird. Sie betreibt Filialen im Großraum Hamburg und expandiert seit 2019 in Zusammenarbeit mit Edeka mit Filialen in weiteren Bundesländern.
Im Großraum Hamburg besitzt das Unternehmen Marktführerschaft. Es liegt jedoch bundesweit deutlich hinter den großen Mitbewerbern dm-drogerie markt und Rossmann.

## Geschichte
Iwan Budnikowsky (1890–1968) wurde in Perleberg (Brandenburg) als Sohn des Handschuhmachers und Bandagisten Vincenz Budnikowsky und dessen Ehefrau Margarethe Dorothee Elise geboren. Die Familie zog nach Hamburg-Wandsbek, wo der Vater ein Bandagistengeschäft betrieb. Nach Schulzeit und Ausbildung meldete Iwan Budnikowsky am 2. Oktober 1912 sein eigenes Gewerbe als Bandagist beim Magistrat der Stadt Harburg (Elbe) an. Der Standort seines Gewerbes war damals in der dortigen Mühlenstraße 33 (heute: Schloßmühlendamm), wo er ein dort seit 1896 ansässiges Bandagengeschäft übernommen hatte.
Mit Ausbruch des Ersten Weltkriegs ging Iwan Budnikowsky am 2. August 1914 zum Militär und kehrte nach Kriegsende in die Mühlenstraße zurück. Am 17. Mai 1919 verstarb der Vater. Iwan zog in das Wandsbeker Elternhaus und übernahm die Geschäfte des Vaters.
Am 9. September 1920 heiratete Iwan Budnikowsky die 1898 geborene Henni Dorothea Minna Köhrmann. Im Jahr 1921 begann er mit dem Vertrieb von Seifenprodukten und eröffnet das erste Seifen-Spezialgeschäft. Im Oktober 1924 expandierte er mit einer zweiten Filiale im Billhorner Röhrendamm (Rothenburgsort). Weitere Filialen folgten im Jahr 1927: am 25. Mai in der Harburger Markthalle, am 10. November in Hamburg-Heimfeld und am 15. Dezember in Hamburg-Wilhelmsburg. Am 17. Februar 1925 meldete Budnikowsky sein Gewerbe als Seifengroßhändler an. Am 14. Mai 1928 wurde der Firmenname in „Iwan Budnikowsky“ umbenannt. Im Jahr 1930 wurde die Firmen-Zentrale von Harburg ins Chilehaus verlegt. Von Jahr zu Jahr kamen weitere Filialen hinzu, so konnte 1933 die 25. Filiale eröffnet werden. Ab der Machtübernahme durch die Nationalsozialisten hielt sich Iwan Budnikowsky mehr und mehr dem Geschäftsleben fern und zog sich ab 1937 zunehmend aus dem Geschäft zurück. Durch alliierte Luftangriffe wurden während des Zweiten Weltkriegs zahlreiche Filialen zerstört.
Nach Ende des Zweiten Weltkriegs begann der Neuanfang des Unternehmens mit neun Filialen. Am 1. April 1949 trat Iwan Budnikowskys Tochter Ruth in das Unternehmen ein und wurde zum 13. Februar 1957 persönlich haftende Gesellschafterin.
1959 erwarb die Firma ein Grundstück in Wandsbek und verlegte die Zentrale dorthin. Im selben Jahr übergab Iwan Budnikowsky die Geschäfte an seine Tochter. Diese leitete den Betrieb in den folgenden Jahren.
1960 wurde das Sortiment um kosmetische Produkte erweitert und das Sortiment umfasste bis zu 3.000 Artikel.
1967 erfolgte der Umzug der Firmenzentrale in die Wandsbeker Königstraße 62 in Hamburg-Wandsbek. 1969 wurden frei verkäufliche Arzneimittel und medizinische Hilfsmittel in das Filialangebot aufgenommen. 1970 erfolgte die Umrüstung der Filialen auf das Selbstbedienungskonzept.
Ab 1979 übernahm Cord Wöhlke die Geschäftsführung, der bereits seit 1970 im Unternehmen tätig war.
1980 waren rund 450 Mitarbeiter im Unternehmen beschäftigt. 1987 existierten in Hamburg 54 Filialen. Bis 1997 wuchs die Anzahl auf 72 und bis 1999 auf 80 Filialen. Von 1999 bis 2004 erfolgte der Vertrieb der Produkte auch über den Budni-Shop im Internet, dann wurde er zunächst eingestellt. Es blieb aber der Lieferservice in Hamburg für Bestellungen in Hamburg und im Hamburger Umland. Später wurde in die Website erneut ein Online-Shop integriert.
Im Jahr 2000 wurde in der Osterstraße 95 in Hamburg-Eimsbüttel eine 700 m² große Filiale eröffnet und die Budni-Kundenkarte eingeführt. 2002 waren 1.600 Mitarbeiter im Unternehmen beschäftigt. 2003 existierten 92 Filialen mit mehr als 900 Mitarbeitern in Niedersachsen, Schleswig-Holstein, Mecklenburg-Vorpommern und Hamburg mit einem Umsatz von 225 Mio. Euro; der Neubau des Logistikzentrums – damals das modernste Dienstleistungszentrum (DLZ) Europas – in Hamburg-Allermöhe mit 14.395 m² bebauter Fläche und einer Lagerfläche von etwa 50.000 m² wurde eröffnet. 2004 folgten Neueröffnungen in Itzehoe und Harsefeld, 2006 im Alstertal-Einkaufszentrum in Poppenbüttel sowie des „Budnikowsky-Hauses“ als Hauptfiliale mit 1600 m² Fläche in der Europa Passage in der Hamburger Innenstadt. Im März 2006 erfolgte die Eröffnung der 100. Filiale im Nedderfeld Center und der Umsatz betrug 275 Mio. Euro. Von ca. 1.800 Mitarbeitern im Jahr 2006 lag der – gezielt angestrebte – Anteil der über 50-jährigen Beschäftigten bei mehr als 20 Prozent. Dafür erhielt das Unternehmen im Dezember 2006 vom Bundesministerium für Arbeit und Soziales die Auszeichnung „Unternehmen mit Weitblick“. Im Januar 2007 wurden sechs Märkte des ehemaligen Ihr-Platz-Franchisenehmers Peter Ahrling in das Filialnetz integriert; sie befinden sich im Raum Cloppenburg und werden als Franchise betrieben.
Mitte 2011 gehörten zu Budnikowsky rund 154 Filialen, die überwiegend von dem Unternehmen selbst betrieben werden. Der Umsatz betrug 390 Mio. Euro. Daneben führte die Kette seit 1999 im Rahmen einer Kooperationsvereinbarung Eigenmarken der Firma dm.
Seit Oktober 2011 bietet die Drogeriekette als erster deutscher Händler auch den mobilen Online-Einkauf per QR-Code und Großplakat als virtueller Verkaufsfläche an U-Bahn-Stationen in rund 11 Städten an. Die Plakate zeigen dabei Regale mit Produkten aus dem Online-Shop.
Seit dem 1. Januar 2012 ist Budnikowsky Verrechnungspartner der in der Schweiz ansässigen Markant Handels- und Industriewaren-Vermittlungs AG. Da es Unstimmigkeiten mit dem bisherigen Partner Edeka gab, verkündete man bereits im Sommer 2011 den Wechsel. Die Eigenmarken von dm wurden bis Ende 2013 weiterhin vertrieben. Seit 2014 verkauft Budnikowsky Waren unter eigener Marke.
Ab Mai 2017 wurde die Zusammenarbeit zwischen Budnikowsky und Edeka weiter verstärkt. Unter anderem soll eine gemeinsame, landesweite Drogeriemarktkette gegründet werden. Zudem ist der gemeinsame Einkauf geplant. Das Kartellamt hat diese Zusammenarbeit erlaubt.
Budnikowsky und Edeka gründeten im Rahmen der Partnerschaft 2018 die BUDNI Handels- und Servicegesellschaft. Das Unternehmen, an dem Edeka mittlerweile die Mehrheit hält, ist verantwortlich für die Standortentwicklung außerhalb Hamburgs sowie Einkauf, Sortimentsmanagement, IT und Marketing. Im Zuge dessen wurden unter anderem die Kassen auf ein System von Edeka umgestellt, außerdem verlegt Edeka Media mittlerweile das Kundenmagazin perle. Die Hamburger Filialen inkl. der Filiale auf Sylt werden jedoch weiterhin von der Iwan Budnikowsky GmbH & Co. KG betrieben.
Als Ergebnis der Partnerschaft mit Edeka entstanden 2020 die neuen Marken joolea (Körperpflege, ersetzt budniCare) und Curafit (Gesundheit und Nahrungsergänzungsmittel, ersetzt budniplus). Weiterhin führt Budnikowsky im Sortiment unter anderem die neuen Eigenmarken Blütezeit (Naturkosmetik), Respekt und Priva (Reinigungsmittel), Blackbird (Kosmetik), Diadent (Zahnpflege) und Favora (Hygienepapiere). Diese Eigenmarken werden teilweise auch bei Edeka und Netto Marken-Discount geführt.
Am 30. August 2018 eröffnete in Berlin-Prenzlauer Berg die erste Filiale außerhalb Norddeutschlands. Bereits in der Vergangenheit eröffneten Standorte in Wennigstedt (Sylt) sowie Hagenow und Schwerin, wovon letztere wieder geschlossen wurden. Ein zweiter Berliner Standort sowie weitere Filialen in der Hauptstadt waren geplant. Inzwischen (Stand: Oktober 2024) sind zehn Filialen in Berlin zu finden, die von der Tochter Iwan Budnikowsky Berlin GmbH betrieben werden. Die zwischenzeitlich von der Budni Minden-Hannover GmbH betriebenen Märkte in Berlin und Potsdam sowie Bremerhaven und Metjendorf wurden wieder aufgegeben.
Am 11. April 2019 eröffnete die erste Filiale eines eigenständigen Edeka-Kaufmanns im fränkischen Bamberg, eine weitere City-Filiale und eine im Umland folgten im Mai. Beide Filialen wurden allerdings im Oktober 2022 wieder geschlossen. Am 4. Juni folgten zwei Filialen in Offenburg, dem Sitz von Edeka Südwest. Es handelt sich um die ersten Filialen in Süddeutschland. Am 6. Juni 2023 eröffnete der erste Shop-in-Shop, im Edeka Center in Villingen-Schwenningen unter dem Namen Beautybox.

## Eigentümer und Geschäftsführung
Das Unternehmen befindet sich im Besitz der Familie Wöhlke. Das Unternehmen wird seit 1979 von Cord Wöhlke (* 1949) geleitet; dessen Vater heiratete in den 1960er-Jahren die Tochter von Iwan Budnikowsky. Am 29. September 2009 wurde Cord Wöhlke das Bundesverdienstkreuz verliehen. 2023 setzt sich die Geschäftsführung aus Cord Wöhlke und dessen Sohn Christoph Wöhlke sowie Carsten Neumann zusammen. Tochter Julia Wöhlke war von 2008 bis 2019 Mitglied der Geschäftsführung.